# Villaseco del Pan
Villaseco del Pan – gmina w Hiszpanii, w prowincji Zamora, w Kastylii i León, o powierzchni 34,56 km². W 2011 roku gmina liczyła 249 mieszkańców.